# Unión Deportiva Las Palmas
A Unión Deportiva Las Palmas é um clube de futebol espanhol da cidade de Las Palmas de Gran Canaria. Foi fundada em 22 de agosto de 1949 e atualmente, disputa a La Liga 2. As cores que identificam o clube são azul e amarelo. Desde 2003, ele joga no Gran Canaria Stadium, de propriedade do Cabildo. Sua subsidiária é a Las Palmas Atlético, atualmente ativa na Segunda Divisão B.
Tem um total de 34 temporadas na Primeira Divisão, 28 na Segunda e 6 na Segunda B. Ocupa o vigésimo lugar na classificação histórica da Primeira Divisão com 1042 pontos. Entre suas realizações, destaca um vice-campeão da Primeira Divisão (temporada 1968 -69) e outro na Copa del Rey, depois de perder na final por 3-1 contra o FC Barcelona, em sua 74ª edição. Além disso, ele também ganhou quatro Ligas da Segunda Divisão e duas da Segunda Divisão B. Ele mantém uma intensa rivalidade com o Tenerife Sports Club, contra o qual disputa o derby das Canárias

## História

### Fundação e primeira década
A constante fuga de jovens talentos dos clubes das Canárias para outros clubes da península com maiores meios e organização fez com que a situação do futebol das Canárias no final dos anos quarenta fosse grandemente diminuída. As diferentes equipes, apoiadas pelas forças locais, decidiram unir os esforços das principais equipes da cidade de Las Palmas de Gran Canaria para ingressar em um novo clube, que representa a cidade na categoria nacional. Os promotores Manuel Rodríguez Monroy e Adolfo Miranda Ortega, vice-presidente e presidente do Comitê Regional da Federação de Futebol de Las Palmas, respectivamente, convocaram uma reunião nesse sentido que ocorreu em 28 de fevereiro na sede federal.
Esses clubes, pertencentes à Primeira Categoria Regional de Las Palmas, encerraram as negociações para chegar a um acordo em 22 de agosto de 1949. O clube resultante recebeu o nome de Las Palmas Sports Union, em homenagem à fusão pelas cinco equipes locais : o Gran Canaria Sports Club, o Atlético Club, Santa Catalina Sports Club, Real Victoria Club, o Arenas Club e o Marino Football Club. Enquanto o CD Gran Canaria e o Arenas Club foram os principais apoiadores, todos participaram como puderam no nascimento do clube.
Com José del Río Amor como primeiro presidente da entidade, as cores do uniforme foi: como camisa amarela, calça azul e meias azuis com dorso amarelo, cores da bandeira representando a Província Marítima à qual a cidade pertence, enquanto jogava suas partidas no Marino CF, no estádio Las Palmas, e mais tarde renomeado como Estádio Insular.
Em outubro do mesmo ano, com uma seleção dos melhores jogadores dos clubes fundadores, ele começou a participar de competições oficiais graças à pressão da Federação Espanhola Real, que em 6 de junho aprovou a inclusão das equipes Grancanárias nas competições nacionais. Em apenas dois anos, ele conseguiu subir para a Primeira Divisão da qual desceu após sua estreia na temporada de 1951-52, graças principalmente aos resultados fora de casa, onde apenas conseguiu registrar um empate como melhor equilíbrio. Após duas novas campanhas na segunda divisão, subiu novamente graças à sua peneira prolífica de jogadores, que abriu um período de seis campanhas na Primeira Divisão. Grandes jogadores como Silva e Mújica deram a estabilidade necessária em um ciclo em que a entidade amarela não passa do décimo lugar antes de sobreviver a um jogo de qualificação em seu quinto ano, para terminar novamente na campanha de 1959-60, depois de terminar em último do campeonato.
Durante os primeiros anos dos anos sessenta, o clube entra em uma pequena crise esportiva. Pela primeira vez em sua história, recorre a jogadores estrangeiros para reforçar seu elenco na La Liga, apesar de tocar na subida, este escapa em várias ocasiões por pouca margem. Na temporada de 1963-64, com Vicente Dauder no banco, ele reúne um excelente grupo que mistura jogadores estrangeiros e jogadores jovens que lhe proporcionam a promoção desejada para a divisão de honra. Com esse sucesso começaram os melhores anos do clube.

### A época dourada
Após a terceira subida, obtida na temporada 1964-65, começa o período de maior sucesso do clube: 19 anos ininterruptos na categoria principal. Grandes jogadores como: Tonono Afonso, Juan Guedes, Francisco Castellano, Germán Dévora e Martín Marrero, alcançaram conquistas notáveis, como o vice-campeonato da liga alcançado em 1968-69 e outro da Copa del Rey em 1978, ou o terceiro lugar na La Liga, 1967-68, antes do vice-campeonato, quando ele estava mais perto de conquistar o título da La Liga, com uma diferença de quatro ponto do primeiro colocado, o Real Madrid Club de Fútbol.
Destaca-se também a estreia do time nas competições europeias, primeiro na extinta Taça das Cidades com Feiras na décima segunda edição de 1969-70, e depois na Copa da UEFA nas temporadas 1972-73 - em que ele jogou a final - e em 1977-78. Em sua primeira competição continental na Taça das Cidades com Feiras, ele foi eliminado no primeiro empate preliminar na trinta e duas de final pelo Hertha Berliner Sport Club, por um resultado geral de 0-1. Apesar da boa série de vitórias no campeonato, o clube sofreu vários altos e baixos no início dos anos setenta, onde teve que se arrepender da perda precoce de um de seus jogadores. Guedes morreu com 28 anos, o que forçou a equipe a reconstruir o quinto lugar no campeonato nacional, o que lhe deu acesso para jogar a Copa da UEFA. Nele, ele eliminou grandes equipes como Torino Calcio e Slovan Bratislava antes de cair eliminado pelo Football Club Twente nas oitavas de final, por um 2-4 no agregado.
Uma nova desgraça chega na equipe, quando Tonono morreu de uma infecção no fígado, que convulsionou ainda mais a equipe, ainda não alcançando desempenhos tão notáveis. Foi o desembarque de quatro argentinos que levou a equipe de volta ao quarto lugar e a participar novamente da competição continental. Daniel Carnevali, Carlos el Puma Morete, Quique Wolff e Brindisi sob as ordens de Miguel Muñoz devolveram os bons resultados ao Estádio Insular. Sem o carismático Wolff, transferido para o Real Madrid, eles não conseguiram melhorar o melhor desempenho europeu do clube até agora ao cair contra o Ipswich Town F. C. nas dezesseis-avos de final.
Os resultados levaram os sete jogadores do time amarelo a seleção espanhola nessas décadas: os cinco jogadores históricos mencionados acima, mas Felipe Martín e Gerardo Miranda.
O bom histórico acabou na conquista do vice-campeonato da Copa del Rey em 1978, no qual, apesar da derrota, ele colocou o futebol das Canárias e, em particular, o UD Las Palmas como um dos referentes no país, encerrando a década em altas posições. da classificação na liga.

### O declínio e a quase dissolução do clube

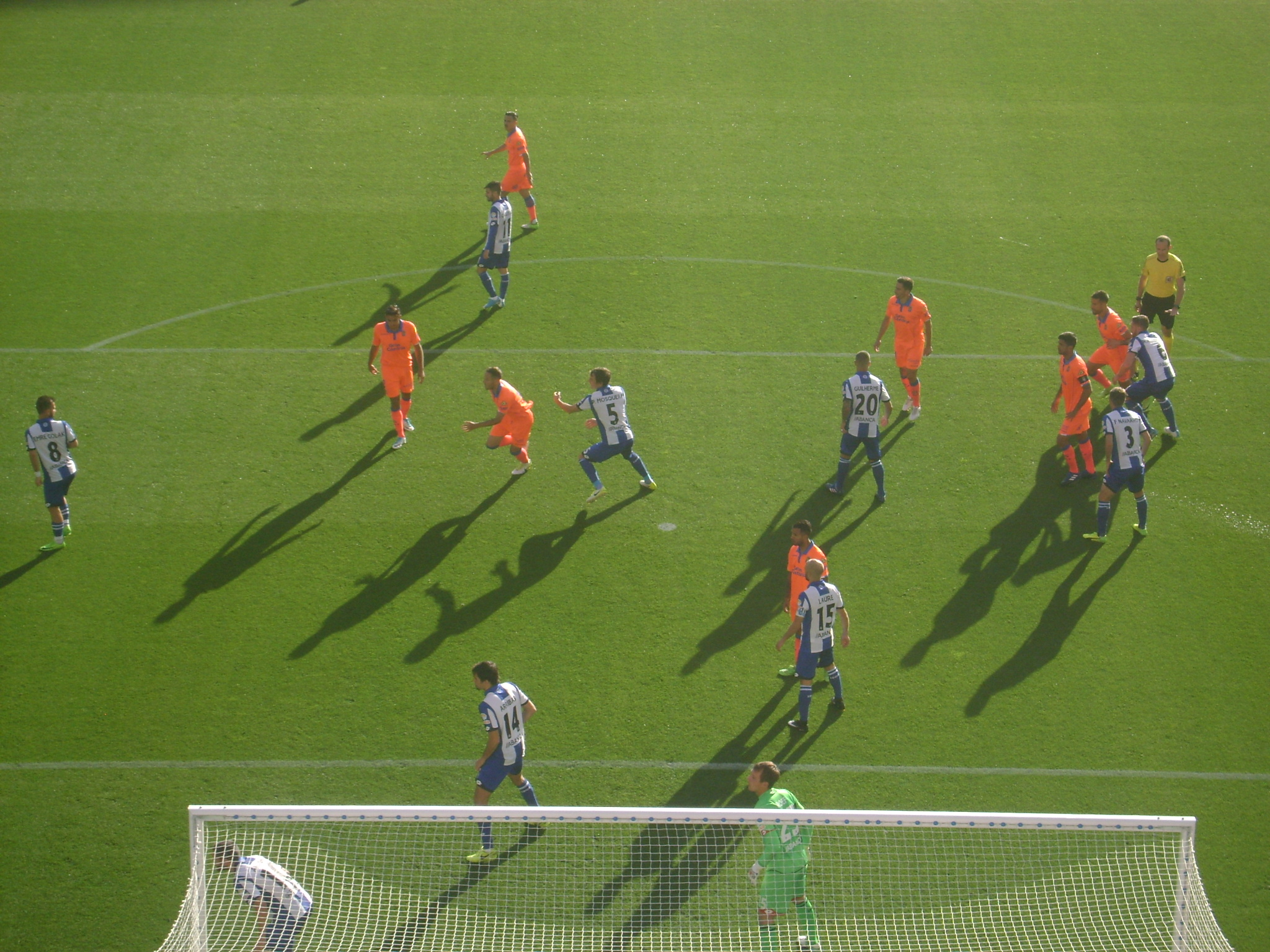
Deportivo de La Coruña vs. UD Las Palmas.

Na temporada 1982-83, após três temporadas flertando com o rebaixamento com a saída de vários de seus jogadores, a descida para a Segunda Divisão foi consumida, o que foi um grande golpe para um clube que tinha ficado 19 temporadas na Primeira Divisão. O impacto foi grande e, embora apenas dois anos depois ele retornou ao Primeira, o clube não era o mesmo novamente. De fato, um novo declínio na temporada 1987-88 começou uma era muito sombria, o clube desceu em 1992 para a Segunda Divisão "B", arrastando uma dívida de seiscentos milhões das pesetas antigas, o que fez ficar com medo de fechar as portas do clube. A conversão em uma corporação esportiva e a entrada de capital privado salvaram a situação, retornando à divisão de prata em 1996 e pela primeira vez novamente em 2000.
Novos jogadores, como Rubén Castro, Guayre Betancor e Ángel López Ruano, dão esperança ao time antes de também emigrar e antes do momento mais problemático do clube na temporada 2001-02, na qual ficaram até agora um total de 31 temporadas. Após esta campanha e com o ônus de uma grande dívida, houve uma grave crise institucional que levou a uma nova descida para a Segunda Divisão "B" na temporada 2003-04. Pela segunda vez, e em ruínas, o clube estava prestes a desaparecer, forçando uma intervenção judicial patrocinada pela Lei de Falências, dirigida pelo juiz Juan José Cobo Plana.

## Elenco
Última atualização: 01 de agosto de 2025

## Títulos
| NACIONAIS  | NACIONAIS                        | NACIONAIS | NACIONAIS                           |
|            | Competição                       | Títulos   | Temporadas                          |
| semmdolura | Campeonato Espanhol - 2ª Divisão | 4         | 1953-54, 1963-64, 1984-85 e 1999-00 |
| semmdolura | Campeonato Espanhol - 3ª Divisão | 2         | 1992-93 e 1995-96                   |
| ---------- | -------------------------------- | --------- | ----------------------------------- |

## Uniformes
- Uniforme titular: Camisa amarela, calção azul e meias azuis;
- Uniforme reserva: Camisa cinza, calção cinza e meias cinza.